# Wasserburg Ollendorf
Die Wasserburg Ollendorf ist eine ehemalige Wasserburg in Ollendorf (Thüringen).

## Lage
Die Wasserburg Ollendorf befindet sich am Südwestrand der Gemeinde an der
Erfurter Straße (L 1055), diese war im Mittelalter ein Abschnitt der Via regia und hatte als Heer- und Handelsstraße überregionale Bedeutung.

## Geschichte
Die Wasserburg wurde vermutlich von den Grafen von Gleichen erbaut.
Die Grafen von Gleichen zählten im 14. Jahrhundert sowohl Teile Ollendorfs als auch die angrenzende Herrschaft Vieselbach zu ihrem Besitz. 1506 verkauften die Grafen ihren Ollendorfer Besitz, darunter die Wasserburg und die Fischzucht im Wallgraben, an die Stadt Erfurt. Diese setzte einen Verwalter ein, der die landwirtschaftliche Ausnutzung des Gutes sowie die Sicherung der Wehranlagen sicherstellen sollte. Die Wasserburg verlor zwar im 15. und 16. Jahrhundert durch die Entwicklung der Artillerie zunehmend an militärischer Bedeutung, war aber während des Dreißigjährigen Krieges mit Stadtknechten besetzt. Ihrem Befehlshaber unterstand zu der Zeit das Milizwesen der umliegenden Dörfer.
1609 kam es zu einem Brand, der es erforderlich machte, die Wirtschaftsgebäude und etliche Stallungen neu aufzubauen. Doch auch sonst wurde die Wasserburg laufend Ausbesserungen unterzogen. Dem standen die Einnahmen durch die Fischzucht gegenüber. Hierfür liegen im Stadtarchiv bis 1664 Belege über den Kauf von Fröschen vor, meist beim Froschkramer von Zimmern. Im Durchschnitt mussten 400 Schock Frösche pro Jahr verfüttert werden. Auch Schnecken und Treber wurden als Futter verwendet.
Mitte des 16. Jahrhunderts verpachtete der Erfurter Rat die Burg samt Freigut für jährlich 150 Gulden. 1624 wurde die Verwaltung der Vogteien Zimmern und Udestedt in den befestigten Edelhof Ollendorfs, die Wasserburg, verlegt. 1664 wechselten Burg und Freigut mit dem gesamten Erfurter Besitz an Mainz. 1692 brannten das zur Burg gehörende Gehöft und die Burg selbst bis auf die Grundmauern nieder. 1694 erfolgte der Wiederaufbau für landwirtschaftliche Zwecke, das Herrenhaus wurde im Stil des schlichten ländlichen Barocks errichtet.
Am 22. November 1813 wollte Napoléon auf dem Rückzug von der Völkerschlacht bei Leipzig in der Wasserburg Ollendorf nächtigen. Da ihm jedoch feindliche Reiterei in der Nähe des Dorfes gemeldet wurde, verließ er das Dorf gegen Mitternacht Richtung Erfurt. 1863 wurde die Gutsanlage umgebaut und erweitert. Das Kurfürstliche Kammergut wechselte im Laufe der Zeiten noch öfter den Besitzer.
Zu Zeiten der DDR diente die Wasserburg jahrzehntelang der LPG „Einheit“ als Wirtschaftshof. Seit dieser Zeit verfällt die Anlage sehr stark. Seit den 1970er Jahren standen die Gebäude leer.

## Baubeschreibung

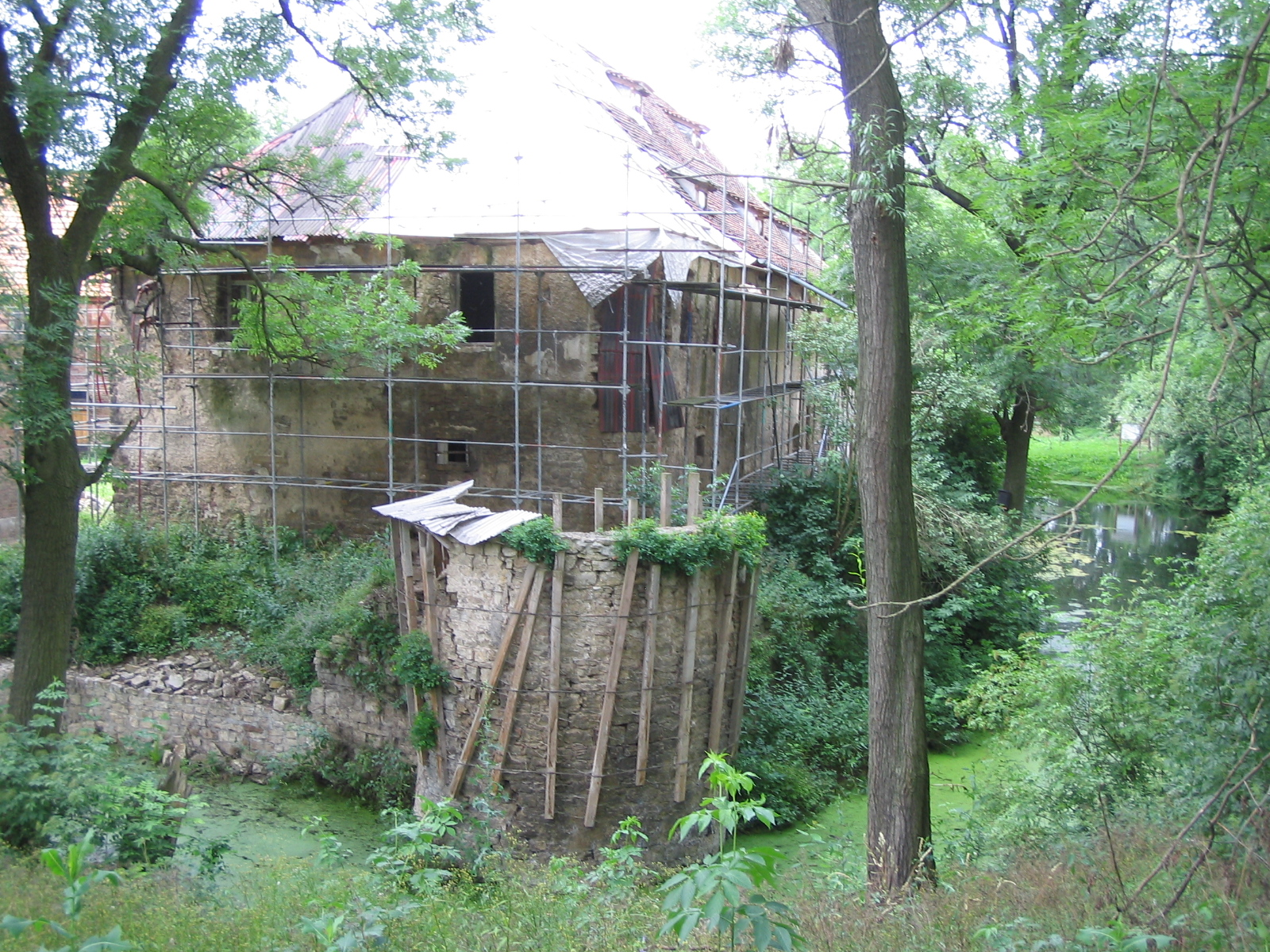
Die Ruine des Eckturms

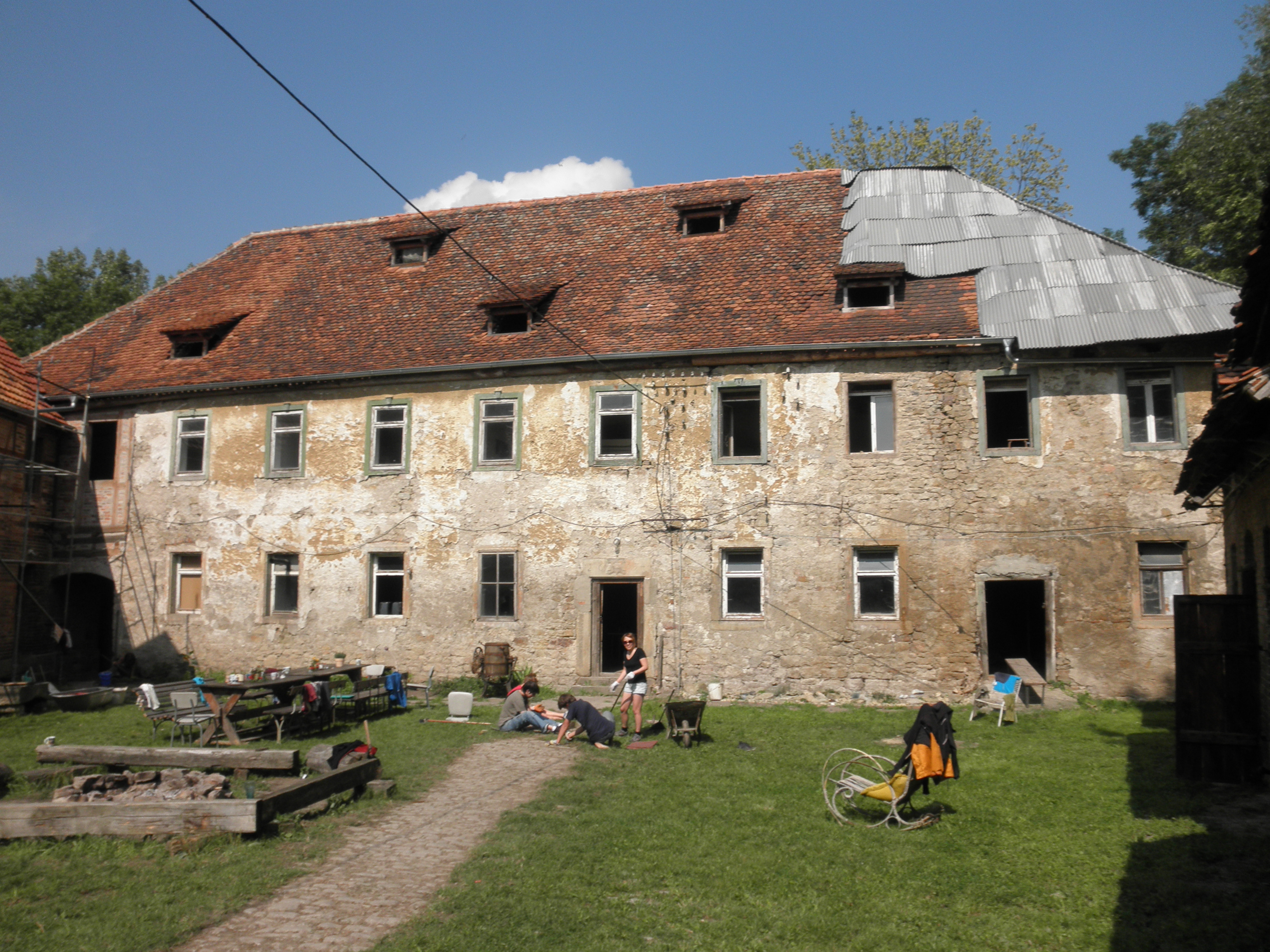
Gutshaus Ollendorf (Wasserschloss)

Die Gebäudeanordnung bildet einen Burghof in Form eines unregelmäßigen Vierecks. Von der alten Wehranlage sieht man heute nur noch das Fundament eines alten Eckturmes nordöstlich des Haupthauses.
Bis ins 19. Jahrhundert erfolgte der einzige Zugang über die Zugbrücke, die dann durch eine befestigte Brücke mit Steingewölbe und Torbogen ersetzt wurde.
Das Herrenhaus, das heute noch vorhanden ist, wurde 1694 im ländlichen Barockstil wieder aufgebaut. Ab dieser Zeit diente das ganze Anwesen ausschließlich der Landwirtschaft.
Die Schindeln für die Dachreparaturen wurden zumeist aus Tambach bezogen, die Schindelnägel kamen aus Ollendorf. Die Zugbrücke musste oft repariert werden und der Graben, der 1.800 m² umfasst, wurde regelmäßig ausgehoben.

## Gegenwärtige Situation
Seit 1997 wird die Anlage durch den Arbeitskreis Denkmalpflege e. V. betreut. In enger Zusammenarbeit mit dem Verein Offene Häuser e.V. soll in den rekonstruierten Räumen eine Pilger- und Wanderherberge eröffnet werden und die Gesamtanlage soll zugleich zu einem kulturellen Zentrum für die Bevölkerung der Umgebung werden.
Als "Ersatzmaßnahme 500" zum Bau der BAB 71 wurden (laut einer Infotafel) Ende der 1990er Jahre die Außenanlagen der "Burg" renaturiert, der Schlossgraben und der benachbarte Oberteich entschlammt, die Böschung erneuert, Bäume und Hecken gepflanzt.